# Instant Clarity
Instant Clarity är Michael Kiskes första soloplatta från 1996.

## Låtlista
1. Be true to yourself
2. The Calling
3. Somebody Somewhere
4. Burned Out
5. New Horizons
6. Hunted
7. Always
8. Thanks A Lot
9. Time's Passing By
10. So Sick
11. Do I Remember A Life?
12. A Song Is Just A Moment (Japan)

## Remastrad version
En remastrad version kom ut 2006 med följande bonusspår:
- A Song Is Just A Moment (Bonus)
- I Don't Deserve Love (Bonus)
- Sacred Grounds (Bonus)
- Can't Tell (Bonus)